# Rosgrijze woelmuis
De rosgrijze woelmuis (Craseomys rufocanus) is een soort woelmuis uit het noorden van Europa en Azië. Het is de grootste soort uit het geslacht Craseomys.

## Kenmerken
De rug van deze soort is rood van kleur, terwijl de buik en de flanken geheel grijs zijn. De soort wordt 11 tot 13,5 centimeter lang en 15 tot 50 gram zwaar. De staart is 25 tot 40 millimeter lang.

## Leefwijze
In het gras legt de rosgrijze woelmuis vluchtgangen, tunnels en nesten aan. 's Winters bouwt hij op de grond, onder de sneeuw een bolvormig nest van gras, vanwaar verscheidene gangen lopen. In de overige seizoenen is het bolvormige nest gemaakt van gras, mos, korstmos en verscheurde blaadjes, en ligt het verborgen tussen boomwortels of onder een boomstam, in een boomholte of hoog in een boom, tussen de takken.
De rosgrijze woelmuis is zowel overdag als 's nachts actief. Hij eet voornamelijk plantaardig materiaal als scheuten en knoppen van besdragende struiken en planten als blauwe bosbes en kraaiheide, bladeren, de schors van de dwergberk en andere laaggroeiende bomen en struiken.
Volwassen mannetjes zijn territoriaal en agressief tegenover andere mannetjes. De woongebieden van vrouwtjes overlappen vaak met die van andere rosgrijze woelmuizen. Mannetjes hebben over het algemeen veel grotere woongebieden dan vrouwtjes, vaak minstens tien keer zo groot.

## Voortplanting
Het voortplantingseizoen duurt van april tot september. Na een draagtijd van 17 tot 20 dagen worden de jongen geboren. Een vrouwtje krijgt één tot elf jongen per worp en twee à drie worpen per jaar. Enkel het vrouwtje zorgt voor de jongen. De zoogtijd duurt zo'n veertien dagen.

## Verspreiding
De rosgrijze woelmuis komt voor in rotsachtige streken, begroeid met dwergstruiken. Soms komt hij ook in huizen voor. Zijn verspreidingsgebied strekt zich uit van Noorwegen en Zweden via Noord-Finland, Noord-Rusland, Mongolië en de Noord-Chinese provincies Heilongjiang en Xinjiang tot Korea en het Japanse eiland Hokkaido.